# Steuerberaterprüfung
Die Steuerberaterprüfung ist eine bundesweit einheitliche Staatsprüfung, deren Bestehen in der Regel notwendige Bedingung für die Bestellung zum Steuerberater ist.
Mit der Prüfung hat der Anwärter darzutun, dass er in der Lage ist, den Beruf eines Steuerberaters ordnungsgemäß auszuüben. Die Prüfung gliedert sich in einen schriftlichen Teil aus drei Aufsichtsarbeiten und eine mündliche Prüfung.

## Schwierigkeitsgrad
Die Steuerberaterprüfung gilt als eine der härtesten Berufsprüfungen in Deutschland und Österreich. Im langjährigen Mittel fällt rund die Hälfte der Anwärter bundesweit durch. Bezogen auf die Zahl der zur Prüfung zugelassenen Anwärter bestehen nur rund 40 % die Prüfung.
Die Steuerberaterkammern verteidigen die Durchfallquote mit ihrem hohen Qualitätsanspruch: Der Steuerberater habe einen verantwortungsvollen Job, alle Anwärter müssten deshalb auf Herz und Nieren geprüft werden.

## Organisation und Zuständigkeit
Der schriftliche Teil der Prüfung findet bundeseinheitlich einmal pro Jahr im Oktober statt, mündliche Prüfungen etwa im Zeitraum Januar bis April (je nach Bundesland).
Der genaue Zeitpunkt der Durchführung des schriftlichen Teils der Prüfung, die Prüfungsaufgaben der Aufsichtsarbeiten, die Bearbeitungszeit und die zum schriftlichen Teil der Prüfung zugelassenen Hilfsmittel werden von den für die Finanzverwaltung zuständigen obersten Finanzbehörden der Länder gemeinsam bestimmt.
Die Zulassung zur Prüfung, die Befreiung von der Prüfung und die organisatorische Durchführung der Prüfung sind seit 2009 Aufgaben der zuständigen Steuerberaterkammern der Bundesländer. Die Abnahme der Prüfung ist Aufgabe des Prüfungsausschusses, der bei der für die Finanzverwaltung zuständigen obersten Landesbehörde zu bilden ist (z. B. Finanzministerium oder Oberfinanzdirektion).

## Prüfungsgebiete
Prüfungsgebiete der Steuerberaterprüfung sind gem. § 37 Abs. 3 StBerG:
- Steuerliches Verfahrensrecht,
- Steuern vom Einkommen und Ertrag,
- Bewertungsrecht, Erbschaftsteuer und Grundsteuer,
- Verbrauchsteuern und Verkehrsteuern, Grundzüge des Zollrechts
- Handelsrecht sowie Grundzüge des Bürgerlichen Rechts, des Gesellschaftsrechts, des Insolvenzrechts und des Rechts der Europäischen Gemeinschaft,
- Betriebswirtschaft und Rechnungswesen,
- Volkswirtschaft,
- Berufsrecht.

## Prüfungszulassung
Die Zulassung zur Steuerberaterprüfung kann auf mehreren Wegen erfolgen.
Bestimmte Berufsgruppen (z. B. Professoren des Steuerrechts, erfahrene Beamte der Finanzverwaltung, ehemalige Finanzrichter etc.) können sich auch von der Prüfung befreien lassen (§ 38 StBerG).

### Hochschulabsolventen
Die Zulassung zur Steuerberaterprüfung setzt voraus, dass der Bewerber
1. ein wirtschaftswissenschaftliches oder rechtswissenschaftliches Hochschulstudium oder ein anderes Hochschulstudium mit wirtschaftswissenschaftlicher Fachrichtung erfolgreich abgeschlossen hat und
2. danach praktisch tätig gewesen ist.

Die praktische Tätigkeit muss über einen Zeitraum von mindestens drei Jahren ausgeübt worden sein, wenn die Regelstudienzeit des Hochschulstudiums weniger als vier Jahre beträgt, sonst über einen Zeitraum von mindestens zwei Jahren.
Zu beachten ist, dass eine Unterscheidung zwischen Universität und Fachhochschule nicht mehr getroffen wird. Es ist einzig und allein die Regelstudienzeit des Studienganges ausschlaggebend. Studiengänge der Berufsakademie haben eine Regelstudienzeit von weniger als acht Semestern. Sie gelten jedoch als Studium im Sinne des StBerG. Die berufspraktische Tätigkeit nach dem Abschluss des Studiums beträgt angesichts der kurzen Ausbildungszeit mindestens drei Jahre.

### Sonstige Anwärter
Ein Bewerber ist zur Steuerberaterprüfung auch zuzulassen, wenn er
1. eine Abschlussprüfung in einem kaufmännischen Ausbildungsberuf bestanden hat oder eine andere gleichwertige Vorbildung besitzt und nach Abschluss der Ausbildung acht Jahre oder im Falle der erfolgreich abgelegten Prüfung zum geprüften Bilanzbuchhalter oder Steuerfachwirt sechs Jahre praktisch tätig gewesen ist oder
2. der Finanzverwaltung als Beamter des gehobenen Dienstes oder als vergleichbarer Angestellter angehört oder angehört hat und bei ihr mindestens sechs Jahre als Sachbearbeiter oder in mindestens gleichwertiger Stellung praktisch tätig gewesen ist.

## Prüfungsausschuss
Die Steuerberaterprüfung muss vor einem Prüfungsausschuss abgelegt werden, der bei der für die Finanzverwaltung zuständigen obersten Landesbehörde gebildet wird. Diesem gehören drei Beamte des höheren Dienstes oder vergleichbare Angestellte der Finanzverwaltung an, davon einer als Vorsitzender, sowie drei Steuerberater oder zwei Steuerberater und ein Vertreter der Wirtschaft.
Die Mitglieder des Prüfungsausschusses und ihre Stellvertreter sind durch die für die Finanzverwaltung zuständige oberste Landesbehörde grundsätzlich für drei Jahre zu berufen. Sie können nur aus wichtigem Grund abberufen werden. Im Falle des vorzeitigen Ausscheidens oder der Abberufung wird der Nachfolger nur für den Rest der Amtszeit des ausgeschiedenen oder abberufenen Mitglieds oder Stellvertreters berufen.
Der Prüfungsausschuss entscheidet mit Stimmenmehrheit. Bei Stimmengleichheit ist die Stimme des Vorsitzenden entscheidend.
Die Mitglieder des Prüfungsausschusses haben das Recht, die Zulassungs- und Prüfungsunterlagen der Anwärter einzusehen. Sie haben über die Tatsachen, die ihnen bei ihrer Tätigkeit bekannt geworden sind, Verschwiegenheit zu wahren.
Die Mitglieder des Prüfungsausschusses, die nicht Beamte oder Angestellte der Finanzverwaltung sind, sind vom Vorsitzenden des Ausschusses auf gewissenhafte Erfüllung ihrer Obliegenheiten zu verpflichten. Die Mitglieder des Prüfungsausschusses sind nicht weisungsgebunden.

## Durchführung der Prüfungen
Die Prüfungen und die Beratungen des Prüfungsausschusses sind nicht öffentlich. An der mündlichen Prüfung können Vertreter der für die Finanzverwaltung zuständigen obersten Landesbehörde und des Vorstandes der zuständigen Steuerberaterkammer teilnehmen. Anderen Personen kann der Vorsitzende des Prüfungsausschusses die Anwesenheit gestatten.

### Schriftliche Prüfung
Die schriftliche Prüfung besteht aus drei Aufsichtsarbeiten.
Zwei Aufsichtsarbeiten sind den Prüfungsgebieten nach § 37 Abs. 3 Nr. 1 bis 4 des Steuerberatungsgesetzes (steuerliches Verfahrensrecht, Steuerstraf- und Steuerordnungswidrigkeitenrecht, Bewertungsrecht, Erbschaftsteuer, Grundsteuer, Verbrauch- und Verkehrsteuern, Grundzüge des Zollrechts sowie Ertragsteuerrecht, insbesondere Einkommensteuerrecht, Körperschaftsteuerrecht und Gewerbesteuerrecht) und eine Aufsichtsarbeit den Gebieten der Buchführung und des Bilanzwesens zu entnehmen.
Die Dauer der drei Aufsichtsarbeiten beträgt mindestens vier und höchstens sechs Zeitstunden (§ 18 Abs. 1 DVStB), wobei i. d. R. sechs Zeitstunden angesetzt werden. Sie sind an drei aufeinanderfolgenden Tagen zu schreiben.

### Mündliche Prüfung
Die mündliche Prüfung besteht aus einem kurzen Vortrag und sechs Prüfungsabschnitten über alle Prüfungsgebiete nach § 37 Abs. 3 des Steuerberatungsgesetzes. Der Vortrag und jeder Prüfungsabschnitt werden gesondert bewertet; aus allen Noten wird dann eine mündliche Gesamtnote gebildet.
Die Dauer der mündlichen Prüfung beträgt etwa fünf bis sechs Stunden, wobei in der Regel vier Kandidaten gemeinsam geprüft werden.
Der mündliche Teil der Prüfung wird vor dem Prüfungsausschuss abgelegt. Im unmittelbaren Anschluss an die mündliche Prüfung berät der Prüfungsausschuss über das Ergebnis der Prüfung.

### Bewertung der Steuerberaterprüfung
Für die Bewertung der einzelnen Prüfungsleistungen sind die Schulnoten sehr gut (1,0) bis ungenügend (6,0) vorgesehen. Gesamtnoten errechnen sich aus der Summe der einzelnen Noten, geteilt durch deren Zahl. Das Ergebnis ist auf zwei Dezimalstellen zu berechnen; die dritte Dezimalstelle bleibt unberücksichtigt.
Zur mündlichen Prüfung – als zweitem Teil der Steuerberaterprüfung – wird nur zugelassen, wessen Leistung in der schriftlichen Prüfung mit mindestens der Note 4,50 bewertet worden ist (§ 25 Abs. 2 DVStB).
Die Prüfung ist bestanden, wenn die durch zwei geteilte Summe aus den Gesamtnoten für die schriftliche und die mündliche Prüfung die Zahl 4,15 nicht übersteigt. Der Vorsitzende eröffnet hierauf den Bewerbern, ob sie die Prüfung nach der Entscheidung des Prüfungsausschusses bestanden haben; er handelt insoweit als Vertreter der für die Finanzverwaltung zuständigen obersten Landesbehörde.
Noten werden auf den Prüfungszeugnissen nicht erteilt.

## Scheitern eines Prüfungsversuchs
Scheitert ein Anwärter beim Prüfungsversuch, kann die Steuerberaterprüfung wiederholt werden. Sie kann jedoch höchstens zweimal wiederholt werden.
Für die Wiederholung bedarf es einer erneuten Zulassung.

## Rücktritt
Der Bewerber kann bis zum Ende der Bearbeitungszeit der letzten Aufsichtsarbeit durch Erklärung gegenüber der zuständigen Steuerberaterkammer oder dem Aufsichtsführenden von der Prüfung zurücktreten. Als Rücktritt gilt auch, wenn der Bewerber zu einer der Aufsichtsarbeiten nicht erscheint.
Im Falle des Rücktritts gilt die Prüfung als nicht abgelegt. Dies ermöglicht es dem Prüfling, bei einer schlechten Selbsteinschätzung seiner bis dato erbrachten Klausurleistungen einem Scheitern seines Prüfungsversuchs aus dem Wege zu gehen. Die Verfassungsmäßigkeit dieser prüflingsfreundlichen Regelung ist umstritten.
Wird die Steuerberaterprüfung nach einem Rücktritt wiederholt, muss die gesamte Prüfung erneut abgelegt werden.

## Zusatzqualifikation
Nach erfolgreicher Steuerberaterprüfung und mindestens dreijähriger Bestellung ist eine Weiterbildung zum Fachberater für Internationales Steuerrecht und zum Fachberater für Zölle und Verbrauchsteuern möglich. Die Fachberaterbezeichnung darf nur gemeinsam mit der Berufsbezeichnung Steuerberater geführt werden.

## Österreich
Zuständig für die österreichischen Steuerberater und Wirtschaftsprüfer ist die Kammer der Steuerberater und Wirtschaftsprüfer (KSW). Sie ist alleinig zuständig für die die Abhaltung der Prüfungen zum Steuerberater und zum Wirtschaftsprüfer sowie für die Erteilung der Berufsbefugnis. 
Um in Österreich als Steuerberater oder Wirtschaftsprüfer tätig zu werden, sind ein mit Erfolg abgeschlossenes facheinschlägiges Hochschul- oder Fachhochschulstudium, der Nachweis einer mindestens dreijährigen Tätigkeit als Berufsanwärter bei einem Steuerberater oder Wirtschaftsprüfer und die erfolgreich abgelegten Fachprüfungen notwendig. „Die Zulassung zu den Fachprüfungen ist nach 18 Monaten Berufsanwärterpraxis möglich. Nach der erfolgreichen Ablegung der Fachprüfung ist die Angelobung zum Steuerberater bzw. Beeidigung zum Wirtschaftsprüfer erst nach insgesamt drei Jahren Berufsanwärter-Praxiszeit möglich. Die Berufsanwärterzeit startet mit der Anmeldung bei der Kammer der Steuerberater und Wirtschaftsprüfer“.